# Johann Krumbholz
Johann Krumbholz (28. listopadu 1827 Plesná – 2. září 1883 Trouville-la-Haule) byl rakouský podnikatel a politik německé národnosti z Čech, poslanec Českého zemského sněmu.

## Biografie
Byl evangelického vyznání. Vychodil obecnou a normální školu a nastoupil do učení do továrny Friedricha Adlera v saském Brambachu. Od roku 1845 byl činný v přádelně Franze Richtera v Liboci (Leibitschgrund). V letech 1848–1864 působil ve smíchovské Richterově přádelně, kde dosáhl pozice prokuristy. Později převzal přádelnu v Liboci, kterou rozšířil a modernizoval. Byl starostou německého obchodnického svazu a členem ředitelství spolku Deutsches Kasino v Praze. Byl také cenzorem Rakousko-uherské banky. Měl titul císařského rady.
V 80. letech se zapojil i do vysoké politiky. V doplňovacích zemských volbách v roce 1880 byl zvolen na Český zemský sněm, kde zastupoval kurii městskou, obvod Kraslice, Nejdek, Schönbach. Nahradil Alberta Werunského. Mandát obhájil v zemských volbách v roce 1883.
Zemřel v září 1883 na léčebném pobytu v Trouville-la-Haule u Le Havru ve Francii. Postihla ho mrtvice a na místě zemřel.